# Elvis Patterson
Elvis Patterson é um ex-jogador profissional de futebol americano estadunidense que foi campeão da temporada de 1993 da National Football League jogando pelo Dallas Cowboys.